# August Krug (Brauer)
Georg August Krug (* 15. April 1815 in Miltenberg; † 30. Dezember 1856) war ein deutschamerikanischer Unternehmer und Brauer. Seine August Krug Brewery war das Vorgängerunternehmen für die Joseph Schlitz Brewing Company.

## Leben
August Krug emigrierte mit 33 Jahren in die Vereinigten Staaten. Dort eröffnete er ein Restaurant in Kilbourntown, einer der ersten Siedlungen Milwaukees. 1849 baute er eine dem Restaurant angeschlossene Brauerei auf, die August Krug Brewery. Da Krug über keine angemessenen Möglichkeiten zur Kühlung des Biers verfügte, wurden im ersten Jahr nur ungefähr 150 Barrel Bier gebraut. Zur Lösung dieses Problems legte er einen unter Tage gelegenen Lagerraum an, um das Bier bei konstant niedriger Temperatur lagern zu können. Dieser Lagerraum war der erste seiner Art in Milwaukee.
August Krug war mit Anna Maria Krug verheiratet. 1850 besuchte ihn sein Vater, Georg Krug, der ihn mit finanziellen Mitteln zur Erweiterung des Geschäfts ausstattete. Begleitet wurde er vom achtjährigen Neffen Krugs, August Uihlein, der 1875 die Leitung der Firma übernahm.
Die zusätzlichen Mittel befähigten Krug, mehrere Mitarbeiter einzustellen, darunter den Buchhalter Joseph Schlitz, der das Unternehmen nach seinem Tod weiterführte und zur Joseph Schlitz Brewing Company ausbaute.
August Krug starb im Jahr 1856. Er liegt auf dem Forest Home Cemetery in Milwaukee begraben.
Seine Frau heiratete zwei Jahre später Joseph Schlitz. Im Jahr 1887, nach ihrem Tod, übernahmen Krugs Neffen, die Uihlein-Brüder, das Geschäft.